# Cannington
Cannington è un sobborgo situato nell'area metropolitana di Perth, in Australia Occidentale; esso si trova 13 chilometri a sud-est del centro cittadino ed è la sede della Città di Canning.

## Storia
I primi coloni europei che si stabilirono nella zona in cui sorge l'odierna Cannington arrivarono durante l'epoca della cosiddetta Colonia dello Swan River, nella prima metà del XIX secolo. A quel tempo vi erano numerosi piccoli villaggi che punteggiavano la zona compresa fra i fiumi Swan e Canning, in gran parte dediti all'agricoltura ed all'industria legata al legname.
Nel corso del secolo i diversi villaggi si organizzarono in vere e proprie municipalità, con il distretto di Canning che nacque nel 1882. Durante il XX secolo il distretto entrò a far parte dell'area metropolitana di Perth, prendendo il nome di Contea di Canning nel 1961; nel 1971 Canning venne dichiarata town e nel 1979 ebbe lo status definitivo di city.